# Lueckelia breviloba
Lueckelia breviloba là một loài thực vật có hoa trong họ Lan. Loài này được (Summerh.) Jenny mô tả khoa học đầu tiên năm 1999.